# Rheinmetall
Rheinmetall AG (традиционно по-русски «Рейнметалл») — немецкий концерн, образованный 13 апреля 1889 года. Является одним из крупнейших производителей военной техники и вооружения в Германии и Европе. В основном концерн занимается производством военной техники, вооружения, а также производством комплектующих для автомобилей. Штаб-квартира концерна находится в Дюссельдорфе. По объёму продаж продукции военного назначения (на которую приходится 72 % выручки) компания в 2021 году занимала 29-е место в мире.

## История
В 1889 году предприниматель и изобретатель Генрих Эрхардт основал компанию по производству вооружения, в частности боеприпасов, названную Rheinische Metallwaren- und Maschinenfabrik («Рейнская скобяная и машинная фабрика»); компания была создана для выполнения крупного заказа военного министерства. Позже компания расширила производство за счет выпуска артиллерийских орудий и стрелкового оружия, а также труб, железнодорожных и автомобильных комплектующих. К началу Первой мировой войны компания стала наиболее крупным производителем вооружения в Германии. На январь 1914 года численность её рабочих превышала восемь тысяч человек, к 1915 году — 14 тысяч, а к концу войны — 48 тысяч. К исходу 1917 года компания ежедневно производила более 2,5 миллиона патронов и снарядов, свыше 500 пистолетов, винтовок и пулемётов, до 50 различных артиллерийских и зенитных орудий.
После подписания Версальского договора в июле 1919 года Германии было запрещено выпускать крупнокалиберное вооружение, которое являлось основной специализацией компании. В результате компания вынуждена была переориентироваться на выпуск гражданской продукции и сократить более половины рабочих. В 1922 году Генрих Эрхардт отошёл от дел компании. В 1924 году крупнейшим акционером компании стало государство; к этому времени название компании было сокращено до Rheinmetall.
Интересным моментом является сотрудничество руководства фирмы «Рейнметалл» с ВПК СССР. Руководство «Рейнметалла» с ведома и содействия германского правительства и командования Рейхсвера создало в начале 1930-х гг. подставную фирму — общество с ограниченной ответственностью «Бюро для технических работ и изучений» — «Бютаст». 6 августа 1930 года начальник Государственного орудийно-оружейно-пулемётного объединения СССР Будняк и руководитель фирмы «Бютаст» Гуго Фрейзенштейн заключили в Берлине договор о техническом сотрудничестве. «Бютаст» обязалась оказать техническую помощь в организации производства артсистем в СССР. Все выпускавшиеся в рамках сотрудничества орудия были созданы фирмой «Рейнметалл». По условиям договора СССР выплачивал фирме огромную сумму — 1 125 000 американских долларов. В договоре были специальные статьи, согласно которым СССР не должен был оглашать ни условий сделки, ни данных германских орудий, а Германия соответственно не должна разглашать сведения о советских артиллерийских заводах. Военное сотрудничество между СССР и Веймарской республикой продолжалось до прихода к власти Адольфа Гитлера.
С середины 1930-х годов компания Rheinmetall-Borsig (в 1933 году Rheinmetall выкупила обанкротившегося производителя локомотивов August Borsig GmbH) начала интенсивно наращивать производство вооружения от пистолетов и пулемётов до автоматических пушек, противотанковых орудий, гаубиц и бронепоездов. В 1937 году подразделение компании Rheinmetall-Borsig AG, фирма Alkett, наладило под Берлином производство танков, которые по технической документации проходили как тракторная техника для сельского хозяйства (из-за ограничений, предусмотренных Версальским договором). В 1941 году произошла смена всего руководства компании на офицеров военных структур Вермахта. Rheinmetall перешла в подчинение государственного концерна Reichswerke AG Hermann, который отвечал за управление военными заводами Германии. C тех пор компания постепенно наращивала свои мощности, к октябрю 1944 года на её восьми заводах работало 85 тыс. человек (на начало войны — 47 тыс.). Во время Второй мировой войны на заводах Rheinmetall работало также множество иностранных подневольных рабочих. Только на заводе в Унтерлюсе около 5000 иностранных подневольных рабочих и военнопленных (около 2500 поляков, 1000 из СССР, 500 югославов, 1000 из других стран) были освобождены британскими войсками в конце войны. Какое-то время венгерские евреи из вспомогательного лагеря при концлагере Берген-Бельзен также были размещены в Унтерлюсе. К концу войны все заводы в большей или меньшей степени пострадали от бомбардировок союзников, а после окончания войны уцелевшее оборудование было частично вывезено в СССР, но в основном производственные мощности Rheinmetall практически не пострадали.
Rheinmetall-Borsig возобновила работу в 1951 году, компании принадлежало два завода, один в Дюссельдорфе, где выпускалось транспортное оборудование, второй — в Берлине, где было налажено производство паровых котлов и холодильников. В 1956 году подразделение Borsig было продано, и компания сменила название на Rheinmetall Berlin, её контрольный пакет акций купила Röchling Group. Вскоре компания возобновила производство оружия, однако расширялся и выпуск гражданской продукции, в частности была куплена компания Benz & Hilgers, занимавшаяся упаковочным оборудованием для пищевой промышленности. В 1970 году был поглощён производитель боеприпасов Nico-Pyrotechnik, а в 1975 году — ещё один, NWM de Kruithoorn (Нидерланды). В 1979 году компания начала производство танка «Леопард-2». К этому времени в компании работало 5700 человек, её оборот составлял 735 млн марок ($400 млн), из них 70 % приходилось на военную продукцию.
В 1981 году сфера деятельности была расширена покупкой компаний Ganzhorn & Stirn (бутилирующее оборудование) и Jagenberg (бумага и картон). В 1986 году был куплен производитель карбюраторов и других автокомплектующих Pierburg. Следующим приобретением стала группа компаний Kampf, выпускавшее оборудование для нанесения плёночных покрытий; эта покупка в 1988 году довела оборот компании до 3,25 млрд марок, а число сотрудников — до 15,5 тыс. В 1989 году был куплен производитель бронетехники MaK Systemgesellschaft. В июле 1992 года Rheinmetall получила контракт на утилизацию боеприпасов вооружённых сил ГДР. В 1993 году был куплен контрольный пакет акций производителя офисной мебели Mauser Waldeck; его оборот составлял около 400 млн марок. Производство мебели стало четвёртым подразделением Rheinmetall Berlin, наряду с подразделениями вооружений, промышленного оборудования и целлюлозно-бумажной продукции.
В 1996 году название компании было сокращено с Rheinmetall Berlin AG до Rheinmetall AG, тогда же направление военной электроники было расширено покупкой компании STN Atlas Elektronik, а в следующем году было создано подразделение Rheinmetall Electronics, в которое были включены эта и ещё несколько компаний в области военной и промышленной электроники. Покупка в 1997 году компании Kolbenschmidt привела к созданию подразделения автокомплектующих Rheinmetall Automotive. В сентябре 1999 года была куплена швейцарская компания по производству артиллерийских и ракетных систем Oerlikon Contraves (в 2009 году была переименована в Rheinmetall Air Defence).
В 2000 году руководством компании было принято решение сократить сферу деятельности, тогда было продано подразделение мебели (компания Mauser Waldeck), а в 2003 году — целлюлозно-бумажное производство (компания Jagenberg). В то же время было расширено подразделение автокомплектующих созданием совместного предприятия в Шанхае и покупкой производства поршней у Mazda. В 2004 году были проданы компании, составлявшие подразделение электроники. В 2005 году был куплен австрийский производитель среднекалиберных орудий Arges., а также мексиканский производитель поршней Pistones Moresa. В 2006 году была представлена БМП «Пума». В 2007 году были открыты заводы по производству автокомплектующих в Индии и Бразилии.
В 2010 году было создано совместное предприятие по производству колёсной военной техники Rheinmetall MAN Military Vehicles (партнёр — MAN Nutzfahrzeuge). Также в этом году была поглощена норвежская компания Simrad Optronics. В 2019 году было создано совместное предприятие Rheinmetall BAE Systems Land (Rheinmetall — 55 %, BAE Systems — 45 %); оно осуществляет производство военной техники, в частности БТР «Боксёр» и танков «Челленджер 2».
В 2022 году было продано подразделение по производству поршней, покупателем стала шведская компания Koncentra Verkstads.
В декабре 2024 года Rheinmetall и американская компания Auterion объявили о разработке стандартизированной операционной системы для беспилотных платформ всех типов (воздушных, наземных, морских). Цель проекта — обеспечить модульную, масштабируемую автономию в рамках архитектур НАТО и устранить фрагментацию ПО среди БПЛА на театре военных действий, особенно выявленную в ходе конфликта в Украине.
В мае 2025 года Rheinmetall и финская компания ICEYE объявили о создании совместного предприятия Rheinmetall ICEYE Space Solutions (RISS) для серийного производства спутников с радаром синтезированной апертуры (SAR) в городе Нойс, Германия. Это первый проект по производству оборонных спутников вне дуополии Airbus/OHB, направленный на усиление европейской программы IRIS² и инициативы НАТО APSS по космическому наблюдению.

## Деятельность
Подразделения по состоянию на 2021 год:
- Транспорт — производство военной техники и грузовых автомобилей, средств индивидуальной защиты, башенных орудий; выручка 1,88 млрд евро.
- Оружие и боеприпасы — производство крупно- и среднекалиберного оружия, боеприпасов, взрывчатых веществ; выручка 1,23 млрд евро.
- Электроника — производство радаров, другой военной электроники, тренажёров, публикация технической литературы; выручка 0,93 млрд евро.
- Датчики и приводы — производство насосов, актуаторов, выхлопных систем, соленоидных клапанов, коммерческих дизельных систем; выручка 1,32 млрд евро.
- Материалы и торговля — торговля комплектующими и запчастями, производство подшипников и литых деталей двигателей; выручка 0,65 млрд евро.

Выручка за 2021 год составила 5,66 млрд евро, из них на Германию пришлось 1,93 млрд евро, на остальную Европу — 1,75 млрд евро, на Америку — 0,46 млрд евро, на Азию и Ближний Восток — 1,04 млрд евро, на другие регионы — 0,48 млрд евро.

### Расширение мощностей
В связи с планами ЕС по увеличению военных расходов, компания наращивает производственные мощности. Так в 2023 году за €1.2 млрд была куплена испанская компания Expal — производитель боеприпасов, что сделало Rheinmetall европейским лидером в этой области. За последние несколько лет компания нанимала ежегодно до 1000 сотрудников. Расширяется главная производственная площадка в Унтерлюсе; строятся заводы в Румынии, Венгрии и Литве. Планируется переориентация завода Volkswagen на производство вооружений.

### Планы
С началом российского вторжения на Украину в 2022 году спрос на продукцию компании значительно вырос. К увеличению спроса в странах Европы привел также отказ администрации Дональда Трампа поддерживать усилия союзников по НАТО в прежнем объеме. В марте 2025 года Rheinmetall сообщил о росте продаж в 2024 году на 36 % — до уровня €9.8 млрд. В 2025 году ожидается рост продаж на 30 %. Гендиректор компании Армин Паппергер поставил целью к 2027 довести уровень продаж до €20 млрд и со временем — до €40 млрд.

## Наиболее известная продукция компании
Наиболее известная продукция концерна:
- 1916 год — 10,5 cm leFH 16
- 1932 год — Leichttraktor
- 1934 год — Neubaufahrzeug
- 1935 год — MG 34
- 1940 год — MG-15
- 1940 год — MG 131
- 1941 год — MG-17
- 1969 год — MG3
- 1969 год — Marder
- 1976 год — SpPz 2 Luchs
- 1976 год — Condor UR-425
- 1979 год — TPz 1 Fuchs
- 1979 год — Rh120
- 1989 год — Wiesel
- 2006 год — GTK Boxer
- 2007 год — Puma
- 2011 год — TH-495
- 2022 год — Panther KF51

### Продукция Rheinmetall за пределами Германии
Кроме немецких образцов военной техники продукцию этой фирмы можно встретить на вооружении других стран, в том числе США. Скорострельные пушки «Маузер» используются на самолётах F16, F22 и F35.

## Галерея

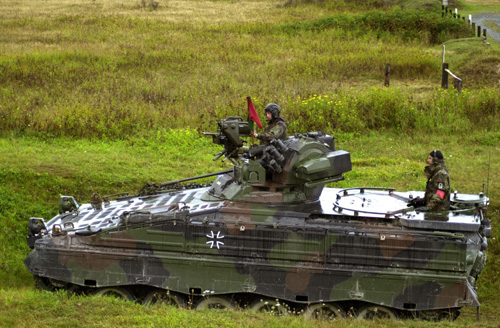
Marder
SpPz 2 Luchs
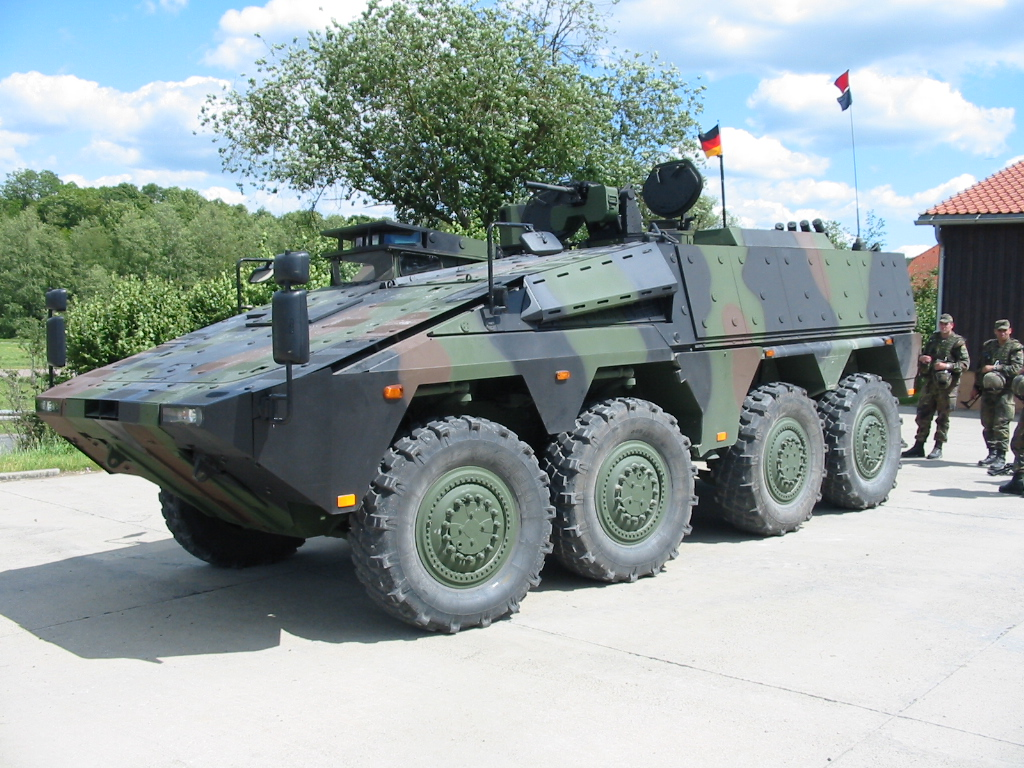
GTK Boxer
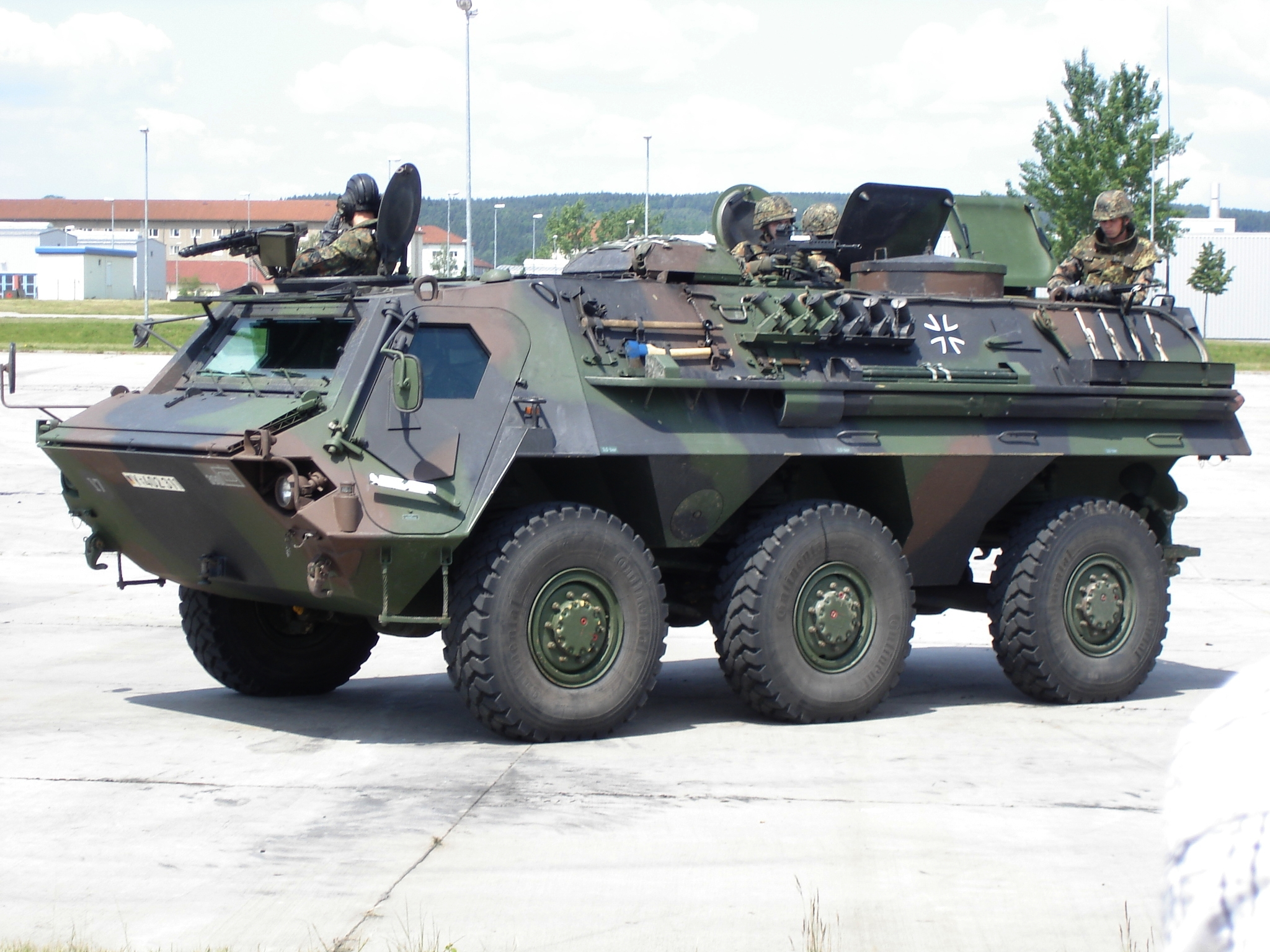
TPz 1 Fuchs

## Стоимость
- 155-мм снаряд — средняя цена 3 600 евро за единицу[14].

## Любопытные факты
Все члены правления Rheinmetall обучены пользованию продукцией компании. Так гендиректор Армин Паппергер умеет водить танк.